# Дораякі

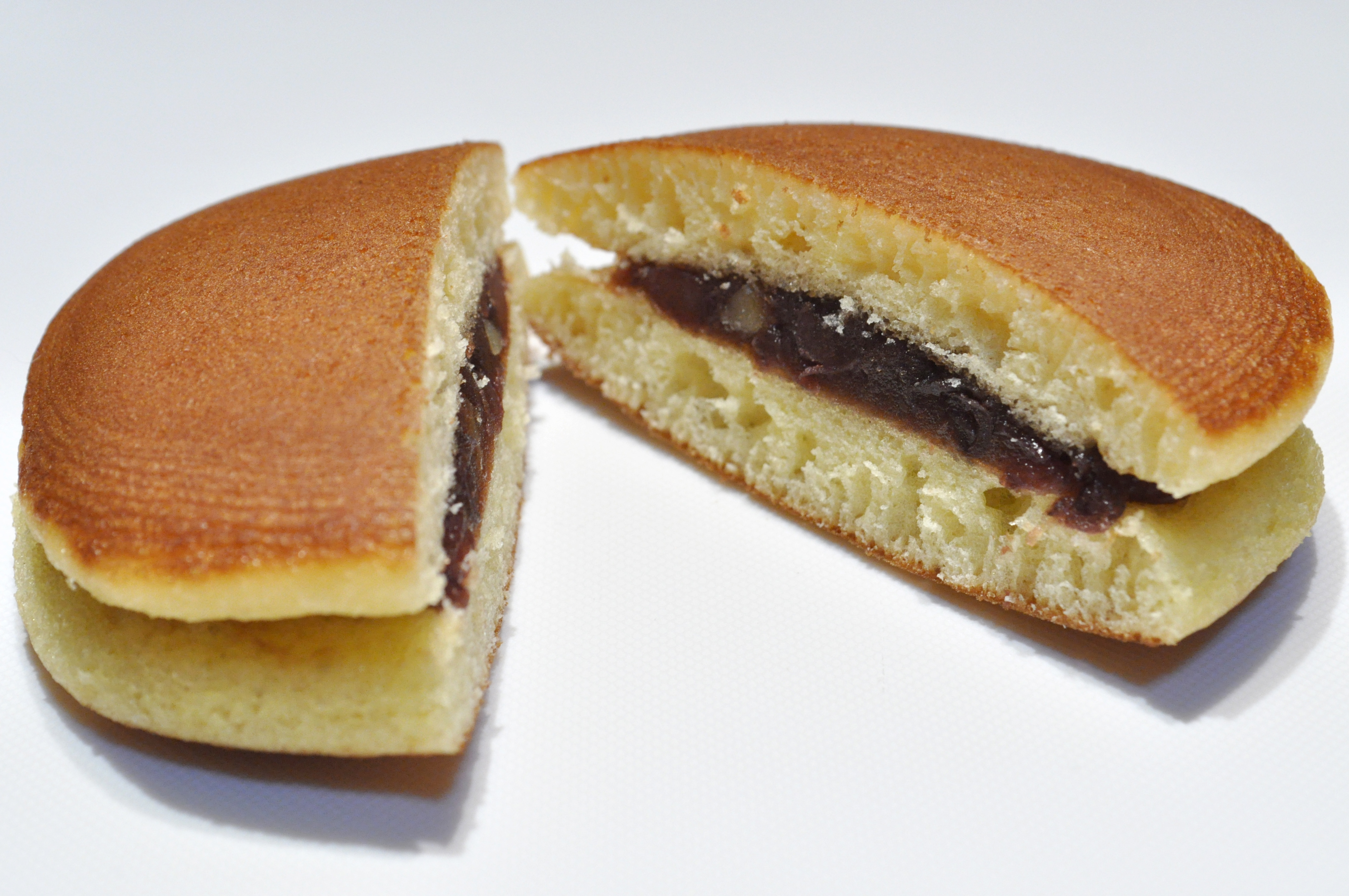
Разламаний дораякі

Дораякі (яп. どら焼き, どらやき, 銅鑼焼き, ドラ焼き, дослівно «смажений гонг») — вид ваґаші (японські солодощі), два бісквіти кастелла, між якими знаходиться паста з бобів адзукі.
Сучасний вид дораякі був винайдений в пекарні «Усагія» в кварталі Уено в 1914 році, до цього бісквіт був тільки один.
У японській мові дора означає «гонг», і через схожість форми, йоміврно, це і є походження назви солодощів.
Згідно з легендою, дораякі з'явилися після того, як воїн-чернець Бенкей забув у будинку одного селянина похідний гонг («дора») — селянин використовував його як сковорідку для смаження млинців.

## Інші назви
У Кансаї ці ваґаші називають мікаса (яп. 三笠). Це слово означає «три солом'яні капелюхи», але так само називають невисоку гору Вакакуса, яка знаходиться в Нара. Дороякі нагадує формою гору. В Нара готують великі дораякі діаметром до 30 см.

## В популярній культурі
Герой манга і аніме Дораемон любить дораякі, на що декілька разів зверталась увага. Ім'я Дораемона не пов'язане з дораякі, а походить від слова доранеко どら猫, безпритульний кіт, тим не менше компанія Буммейдо кожен берзень і вересень випускає Дораемон дораякі